# Challenger de Bérgamo 2015
El torneo Internazionali Trofeo Lame Perrel–Faip 2015, fue un torneo profesional de tenis. Perteneció al ATP Challenger Tour 2015. Se disputó su 10.ª edición sobre superficie dura, en Bérgamo, Italia entre el 9 y el 15 de febrero de 2015.

## Jugadores participantes del cuadro de individuales
| Favorito | País                  | Jugador              | Rank1 | Posición en el torneo |
| -------- | --------------------- | -------------------- | ----- | --------------------- |
| 1        | Bandera de Alemania   | Andreas Beck         | 110   | Primera ronda         |
| 2        | Bandera de Francia    | Lucas Pouille        | 115   | Cuarto de final       |
| 3        | Bandera de Uzbekistán | Farrukh Dustov       | 118   | Cuarto de final       |
| 4        | Bandera de Kazajistán | Aleksandr Nedovyesov | 123   | FINAL                 |
| 5        | Bandera de Ucrania    | Illya Marchenko      | 134   | Semifinales           |
| 6        | Bandera de Francia    | Benoît Paire         | 149   | CAMPEÓN               |
| 7        | Bandera de Croacia    | Mate Delić           | 152   | Primera ronda         |
| 8        | Bandera de Hungría    | Márton Fucsovics     | 160   | Primera ronda         |

- 1 Se ha tomado en cuenta el ranking del día 2 de febrero de 2015.

### Otros participantes
Los siguientes jugadores recibieron una invitación (wild card), por lo tanto ingresan directamente al cuadro principal (WC):
- Enzo Couacaud
- Andrea Falgheri
- Federico Gaio
- Roberto Marcora

Los siguientes jugadores ingresan al cuadro principal tras disputar el cuadro clasificatorio (Q):
- Mirza Bašić
- Daniel Brands
- Martin Fischer
- Maxime Teixeira

## Campeones

### Individual Masculino
- Benoît Paire derrotó en la final a  Aleksandr Nedovyesov por 6–3, 7–6(7–3)

### Dobles Masculino
- Martin Emmrich /  Andreas Siljeström derrotaron en la final a  Błażej Koniusz /  Mateusz Kowalczyk por 6–4, 7–5